# Karl Oppenrieder

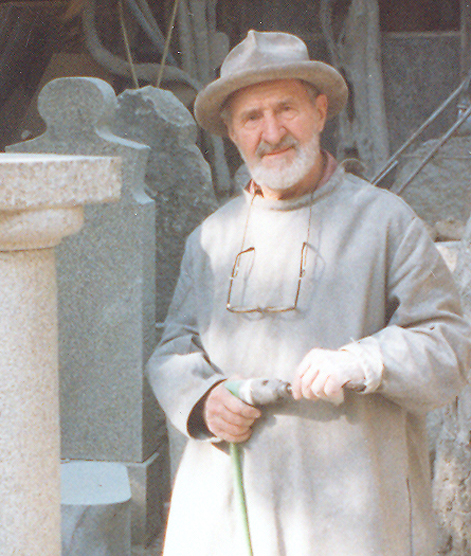
Oppenrieder in seiner Werkstatt, 1989

Karl Anton Josef Oppenrieder (* 13. März 1923 in München; † 20. Februar 2017 ebenda) war ein deutscher Steinmetz und Bildhauer.

## Leben
Karl Anton Josef Oppenrieders Eltern waren der Steinmetzmeister Karl Oppenrieder d. Ä. († 1940) und seine Frau Maria geb. Liebich. Der Vater war ein sog. „Rucksackmeister“, ein Steinmetzmeister ohne dauerhafte Anstellung. In einem Schrebergarten beim damals neuen Nordfriedhof in München gründete er im Jahr 1924 einen eigenen Steinmetzbetrieb. Für Karl Knappe hatte er am Kriegerdenkmal im Hofgarten mitgewirkt.
Karl Oppenrieder d. J. wuchs in Schwabing als einziges Kind in bescheidenen Verhältnissen auf. Der Vater unterwies ihn als Steinmetz und erkannte früh seine künstlerische Begabung. Er vermittelte ihm im Alter von 14 Jahren bildhauerischen Privatunterricht bei Friedrich Lommel (1883–1967), der sich für die Künstlergruppe Die Welle einsetzte. Durch lange englische Kriegsgefangenschaft im Ersten Weltkrieg gesundheitlich schwer gezeichnet, starb Vater Oppenrieder im Jahr 1940. Mit seiner Mutter musste der 17-jährige Sohn den Betrieb übernehmen. Zwei Jahre später wurde er zum Heer der Wehrmacht eingezogen. Bei den Panzerjägern nahm er am Unternehmen Wintergewitter vor Stalingrad teil. Als Mitglied der Besatzung eines 7,5-cm-Panzerabwehrversuchsgeschützes beim ersten Feindkontakt schwer verwundet, kam er Weihnachten 1942 zu monatelanger Behandlung in deutsche Lazarette. In dieser Zwangspause bildete er sich durch Privatunterricht u. a. bei Daniel Greiner im Zeichnen und Malen weiter. Einigermaßen genesen, erlebte er im Jahr 1944 bei einem der Luftangriffe auf München die Zerstörung des elterlichen Betriebes. Er begann sofort mit dem Wiederaufbau.
In der Nachkriegszeit in Deutschland setzte er seine Ausbildung an der Akademie der Bildenden Künste München fort. Als Meisterschüler von Anton Hiller schloss er sie mit dem Diplom Akademischer Bildhauer ab. Im Jahr 1956 heiratete er die akademische Grafikerin Barbara Herrlen (1924–2019), mit der er vier Kinder hatte. Alle Kinder wurden Steinmetze und Bildhauer. Sein zweiter Sohn Konrad führt heute den Betrieb.

## Künstlerisches Schaffen
Oppenrieder arbeitete nach der Devise „Modern, aber nicht modisch“. Geprägt durch Kindheit und Jugend und inspiriert von Hiller, Lommel und seinen Freund Knappe entwickelte er einen eigenen Kunststil zwischen Archaik und Expressionismus. In frühen Betonplastiken weiblicher Akte ist Hillers Einfluss noch gut erkennbar. Der Einfluss Lommels als Medailleur spiegelt sich vor allem in zahlreichen Kleinplastiken der zweiten Schaffenshälfte wider. Knappe prägte Oppenrieders Umgang mit Stein. Sein zeichnerisches und malerisches Gesamtwerk steht in der Außenwirkung eher im Hintergrund, gibt aber einen klaren Überblick über seine künstlerische Entwicklung. Seine frühen Werke entstanden noch unter dem Einfluss von Lommels Kunst im Nationalsozialismus. Anfang der 1950er Jahre wandte er sich gemäßigtem Expressionismus zu. Später werden Formen und Ausdruck milder und versöhnlicher. In seinem Alterswerk konzentrierte er sich ganz auf die Malerei. Diesem umfangreichen Werk wurde noch keine Ausstellung gewidmet.
Als Bildhauer und Maler beschränkte sich Oppenrieder auf wenige Motive und Themen, vor allem auf die Beziehungen von Mann und Frau und christliche Kunst. Viele Arbeiten sind der Mutter Gottes gewidmet. Die friedhofsnahe Lage des Betriebes begünstigte seine Hinwendung zu Grabdenkmälern. Wichtig war ihm, dass sich die Persönlichkeit des Verstorbenen in den Grabdenkmälern widerspiegelt. So wurde fast jedes Grabmal ein Unikat.

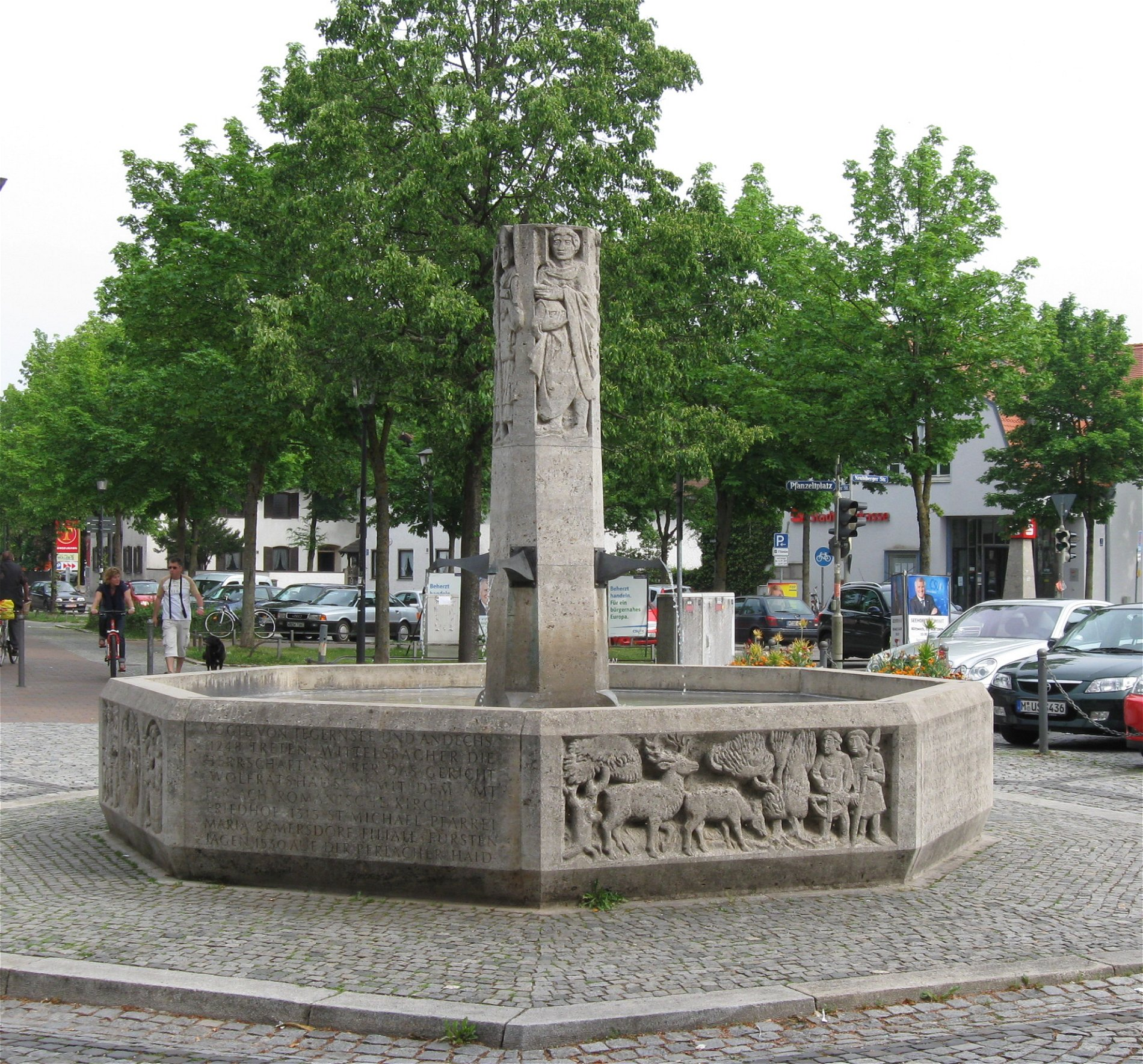
Oppenrieders Geschichtsbrunnen in Perlach

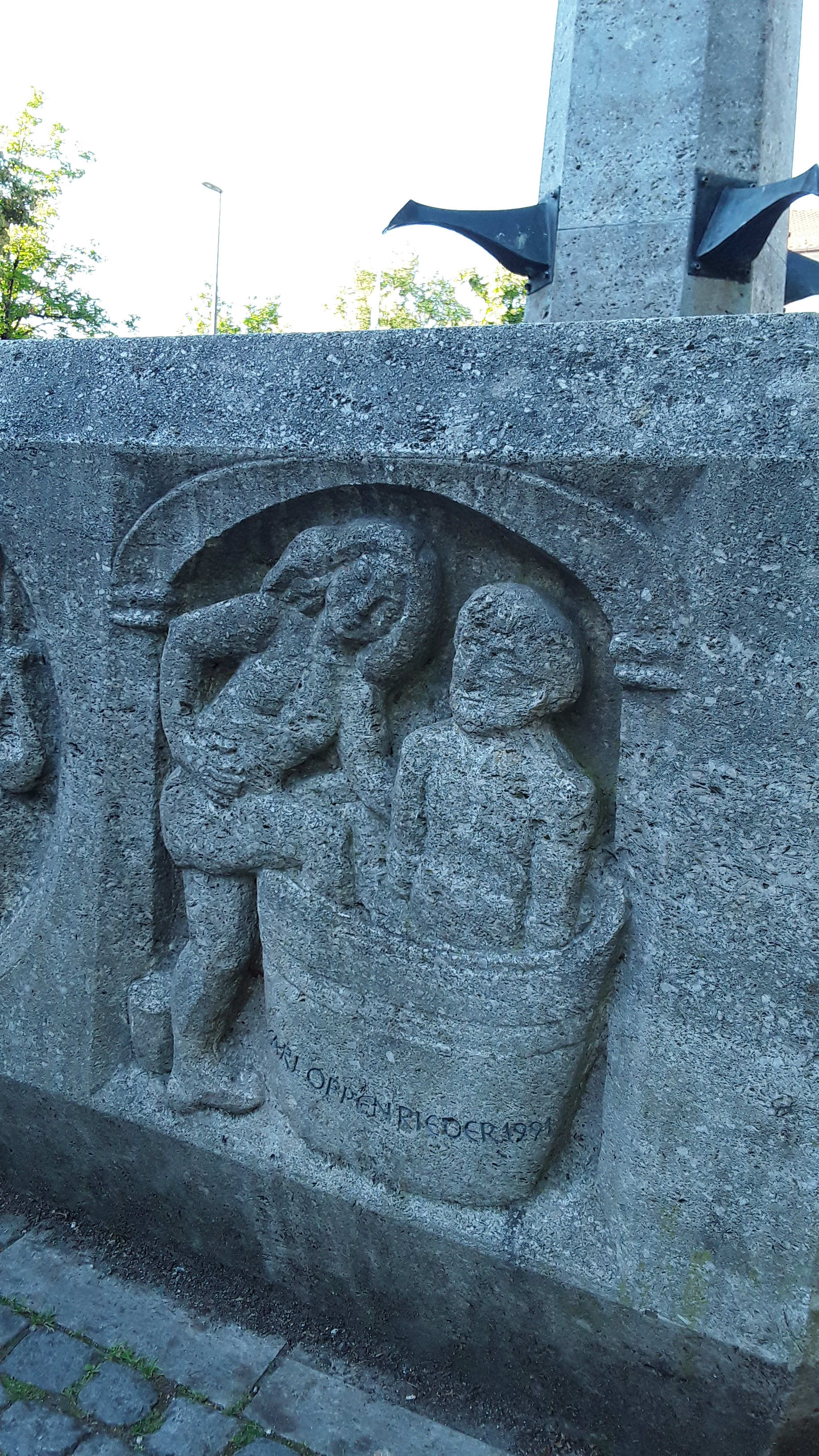
Detail des achteckigen Brunnenbeckens, mit Selbstporträt Karl Oppenrieders im Waschzuber sitzend und Signatur 1991

Eine besondere künstlerische Vorliebe hatte er auch für Brunnen. Er schuf u. a. den Geschichtsbrunnen am Pfanzeltplatz in Perlach oder den Granitbrunnen für die Basler Versicherung in der Altstadt von München. Fast in Vergessenheit geraten sind seine beiden großen Brunnen im Friedhof von Planegg bei München, voran der Brunnen Der Mensch verlässt seine menschliche Hülle. In seinen späten Schaffensjahren wurde er bei der bildhauerischen Ausführung seiner Entwürfe von seiner Tochter Barbara und seinem Sohn Bernhard unterstützt, der auch die verwendeten Epprechtstein-Granite gemeinsam mit seinem Vater auswählte und im eigenen Steinbruch brach.
Außerdem gestaltete Oppenrieder Denkmäler und Gedenktafeln im Öffentlichen Raum, u. a. den Gedenkstein für die Opfer der NS-Gewaltherrschaft oder die Gedenktafeln für Richard Wagners und Lenins Aufenthalte in München. Der Gedenkstein aus Granit, der „Den Opfern im Widerstand gegen den Nationalsozialismus“ gewidmet ist, wurde im Jahr 1962 zunächst als Provisorium auf dem Platz der Opfer des Nationalsozialismus in der Maxvorstadt aufgestellt und befindet sich heute auf dem Platz der Freiheit in Neuhausen.
Als Bildhauer arbeitete er auch mit Bronze und Holz und experimentierte mit alten und neuen Materialien und Techniken. So war er einer der wenigen in Bayern, die noch die überlieferte Technik von Totenmasken beherrschte. Er nahm sie von Karl Richter, Josef von Ferenczy und anderen ab. Als Silikon und Epoxidharz noch weithin unbekannt waren, experimentierte er bereits in den späten 1970er und frühen 1980er Jahren mit diesen Kunststoffen. 34 Jahre vor dem Ersatz von Hubert Gerhards Bayerischen Löwen vor der Münchner Residenz formte Oppenrieder sie im Jahr 1980 in Originalgröße für die Wittelsbach-Ausstellung in Silikon und Epoxidharz ab. Die Kopien und Formen sind verschollen.

## Leistungen
Neben seiner künstlerischen Arbeit widmete Oppenrieder sich der Ausbildung von Nachwuchs. Von 1964 bis 1989 war er Dozent an der Münchner Meisterschule für das Steinmetz- und Steinbildhauerhandwerk. Er stemmte sich vehement gegen den aus seiner Sicht grassierenden Kitsch der Grabsteine in München und Bayern. So hegte er eine Abneigung gegen uniforme Grabsteine z. B. aus importiertem, polierten schwarzen Granit mit Porzellanportraits der Verstorbenen, wie sie oft im ländlichen Raum anzutreffen sind und bevorzugte stattdessen steingemäße Bearbeitung aus einheimischen Tuff, Muschelkalk oder Granit. Wegen seiner besonderen Farbe und Witterungsbeständigkeit schätzte er Epprechtstein-Granit aus dem Fichtelgebirge. Aus diesem Material schuf er z. B. den Hasenbrunnen in München. Oppenrieders Einsatz schlug sich in der 2. Hälfte des 20. Jahrhunderts im restriktiven Münchner Friedhofsrecht nieder. Er restaurierte alte Brunnen (wie z. B. den Fischmarkt-Brunnen) und Grabdenkmäler vor allem auf dem Alten Südfriedhof München und sammelte alte Grabkreuze. Als Sammler und Kenner asiatischer und afrikanischer Kunst erstellte er viele Expertisen.

## Arbeiten im öffentlichen und sakralen Raum (Auswahl)

### Brunnen
- Geschichtsbrunnen am Pfanzeltplatz in München-Perlach[3]
- Friedhofkreuzbrunnen im Friedhof Planegg bei München[13]
- Monumentalbrunnen Der Mensch verlässt seine menschliche Hülle im Friedhof Planegg bei München[13]
- Hasenbrunnen Gewofag; München-Nymphenburg[13]
- Trogbrunnen im Botanischen Garten München-Nymphenburg
- Stufenbrunnen in München-Pasing
- Fischbrunnen im Nordfriedhof München (Standort)[13] und weitere zahlreiche Friedhofsbrunnen und kleine Brunnen im öffentlichen Raum Münchens.[13]

### Gedenksteine
- Gedenkstein für die Opfer der NS-Gewaltherrschaft München-Neuhausen
- Düsenengel am Münchner Westfriedhof[13]
- Gedenkstein für Muhammad Iqbal in München-Schwabing[14]

### Gedenktafeln
- Gedenktafel Lenin in München-Schwabing[9]
- Gedenktafel Bombensuchkommando in München-Ludwigsvorstadt
- Gedenktafel Lovis Corinth in München-Schwabing
- Gedenktafel Albert Einstein in München-Isarvorstadt
- Gedenktafel Lion Feuchtwanger in München-Lehel
- Gedenktafel für die Opfer des Flugzeugabsturzes vom 17. Dezember 1960 in München-Ludwigsvorstadt
- Gedenktafel für das Kaufhaus Uhlfelder in der Münchner Altstadt
- Gedenktafel für Richard Wagner in München-Maxvorstadt

### Sakrale Kunst
- Taufbecken mit Labyrinthsockel Allerheiligenkirche München-Alte Heide[13]
- Wandbehang Kirche 14 Nothelfer München[13]
- Tabernakel 14 Nothelfer; München[13]
- Wandbehang Arme Schulschwestern Erding[13]
- Tabernakel Arme Schulschwestern Erding[13]
- Altar Arme Schulschwestern Erding[13]
- Komposit-Relief Sparkasse Treuchtlingen[13]
- Apostelleuchten St. Rupert (München)[13]

## Werke

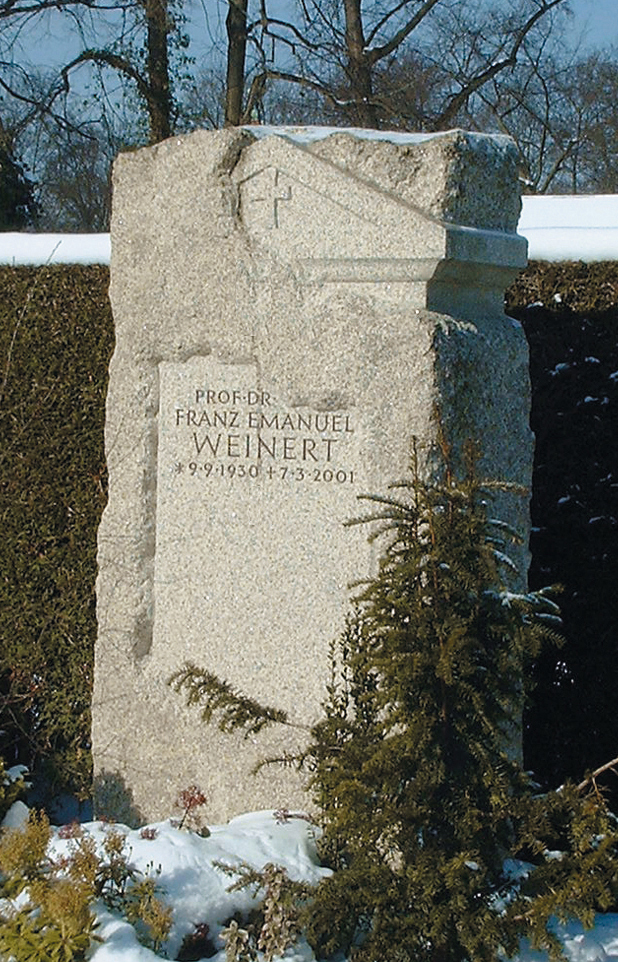
Granitgrabmal – Natur und Bearbeitung
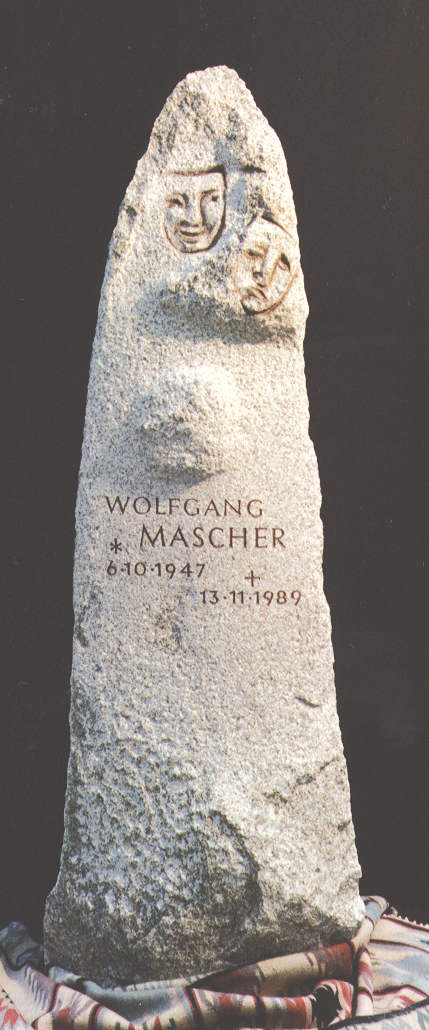
Granitgrabmal für den Schauspieler Wolfgang Mascher
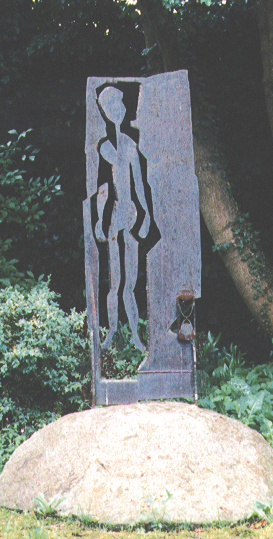
Stahlplastik auf Findlinghälfte

## Einzelausstellungen
- Park von Schloss Starnberg (1999)

## Auszeichnungen
- Silbermedaille BUGA 2005 (Memento vom 11. März 2014 im Internet Archive) (PDF-Datei; 1,2 MB)